# 2314 Field
A 2314 Field (ideiglenes jelöléssel 1977 VD) a Naprendszer kisbolygóövében található aszteroida. A Harvard Obszervatórium fedezte fel 1977. november 12-én.